# Campeonato Austríaco de Futebol de 2016-17
O Campeonato Austríaco de Futebol de 2016-2017 foi a 43º edição da fase Bundesliga. Com 10 equipes participantes, o então campeão Red Bull Salzburg se sagrou novamente campeão. Este foi o 11º primeiro título austríaco do clube e o 4º consecutivo.

## Times 2016-2017
St. Pölten, o campeão da segunda divisão 2015-16 retornou após 22 anos de ausência na primeira divisão.

### Estádios e local
| Time                  | Local            | Estádio              | Capacidade |
| --------------------- | ---------------- | -------------------- | ---------- |
| Admira Wacker Mödling | Maria Enzersdorf | BSFZ-Arena           | 10,800     |
| Austria Wien          | Viena            | Ernst-Happel-Stadion | 50,000     |
| Rapid Wien            | Vienna           | Allianz Stadion      | 28,000     |
| Red Bull Salzburg     | Wals-Siezenheim  | Red Bull Arena       | 30,188     |
| Rheindorf Altach      | Altach           | Cashpoint Arena      | 8,500      |
| SV Ried               | Ried im Innkreis | Keine Sorgen Arena   | 7,334      |
| St. Pölten            | Sankt Pölten     | NV Arena             | 8,000      |
| Sturm Graz            | Graz             | UPC-Arena            | 15,323     |
| SV Mattersburg        | Mattersburg      | Pappelstadion        | 17,100     |
| Wolfsberger AC        | Wolfsberg        | Lavanttal-Arena      | 7,300      |

## Classificação
Atualizado em 20/05/2024[carece de fontes?]
| Pos | Equipes           | Pts | J  | V  | E  | D  | GM | GS | SG  | Classificação ou rebaixamento                     |
| --- | ----------------- | --- | -- | -- | -- | -- | -- | -- | --- | ------------------------------------------------- |
| 1   | Red Bull Salzburg | 81  | 36 | 25 | 6  | 5  | 74 | 24 | +50 | Play-offs da Liga dos Campeões da UEFA de 2017–18 |
| 2   | Austria Wien      | 63  | 36 | 20 | 3  | 13 | 72 | 50 | +22 | Liga Europa de 2017–18                            |
| 3   | Sturm Graz        | 60  | 36 | 19 | 3  | 14 | 55 | 39 | +16 | Liga Europa de 2017–18                            |
| 4   | Rheindorf Altach  | 53  | 36 | 15 | 8  | 13 | 46 | 49 | -3  |                                                   |
| 5   | Rapid Wien        | 46  | 36 | 12 | 10 | 14 | 52 | 42 | +10 |                                                   |
| 6   | Admira            | 46  | 36 | 13 | 7  | 16 | 36 | 55 | –19 |                                                   |
| 7   | SV Mattersburg    | 43  | 36 | 12 | 7  | 17 | 39 | 54 | –15 |                                                   |
| 8   | Wolfsberger AC    | 42  | 36 | 11 | 9  | 16 | 40 | 59 | –19 |                                                   |
| 9   | St. Pölten        | 37  | 36 | 9  | 10 | 17 | 41 | 60 | –19 |                                                   |
| 10  | Ried              | 35  | 36 | 10 | 5  | 21 | 33 | 56 | –23 | Zona de rebaixamento à 1. Liga                    |

## Estatísticas

### Artilheiros
Atualizado em 20 de maio de 2024
| Pos. | Jogador             | Equipe           | Gols |
| ---- | ------------------- | ---------------- | ---- |
| 1    | Olarenwaju Kayode   | Austria Wien     | 17   |
| 2    | Deni Alar           | Sturm Graz       | 16   |
| 3    | Hwang Hee-chan      | RB Salzburg      | 12   |
| 4    | Takumi Minamino     | RB Salzburg      | 11   |
| 4    | Alexander Grünwald  | Austria Wien     | 11   |
| 6    | Dimitri Oberlin     | Rheindorf Altach | 10   |
| 6    | Nikola Dovedan      | Rheindorf Altach | 10   |
| 6    | Christoph Monschein | Admira           | 10   |

### Assistências
Atualizado em 15 de janeiro de 2016
| Pos. | Jogador                     | Equipe            | Gols |
| ---- | --------------------------- | ----------------- | ---- |
| 1    | Stefan Lainer               | Red Bull Salzburg | 5    |
| 2    | Valon Berisha               | Red Bull Salzburg | 4    |
| 2    | Lucas Venuto Ismael Tajouri | Austria Wien      | 4    |
| 2    | Sascha Horvath              | Sturm Graz        | 4    |
| 2    | Dimitri Oberlin             | Rheindorf Altach  | 4    |
| 2    | Philipp Schobesberger       | Rapid Wien        | 4    |
| 2    | Clemens Walch               | Ried              | 4    |